# Liste der Monuments historiques in Verrières (Marne)
Die Liste der Monuments historiques in Verrières führt die Monuments historiques in der französischen Gemeinde Verrières auf.

## Liste der Immobilien
| Bezeichnung      | Beschreibung        | Standort              | Kennzeichnung | Schutzstatus | Datum | Bild           |
| ---------------- | ------------------- | --------------------- | ------------- | ------------ | ----- | -------------- |
| Kirche St-Didier | Westportal, um 1600 | Rue de Montier (Lage) | PA00078887    | Inscrit      | 1934  | weitere Bilder |

## Liste der Objekte
| Bezeichnung                                                               | Beschreibung                                  | Standort                       | Kennzeichnung | Schutzstatus | Datum | Bild |
| ------------------------------------------------------------------------- | --------------------------------------------- | ------------------------------ | ------------- | ------------ | ----- | ---- |
| Skulptur Heiliger Josef                                                   | Holz, 18. Jahrhundert                         | in der Kirche St-Didier (Lage) | PM51002202    | Inscrit      | 1974  |      |
| Skulptur eines Geistlichen mit Buch                                       | Holz, farbig gefasst, 17. Jahrhundert         | in der Kirche St-Didier (Lage) | PM51002203    | Inscrit      | 1974  |      |
| Skulptur Madonna mit Kind                                                 | Stein, 14. Jahrhundert                        | in der Kirche St-Didier (Lage) | PM51001142    | Classé       | 1911  |      |
| Kruzifix und zwei Skulpturen: Johannes der Täufer und Heiliger Desiderius | Holz, farbig gefasst, 16. und 17. Jahrhundert | in der Kirche St-Didier (Lage) | PM51001143    | Classé       | 1911  |      |